# 도황
도황(陶璜, ? ~ ?)은 중국 삼국시대 오나라의 정치가로 자는 세영(世英)이며 양주 단양군 말릉현(秣陵縣) 사람이다.

## 생애
부친 도기(陶基)는 자가 숙선(叔先)이며, 교주자사(交州刺史)를 지냈다.
오나라의 교지태수 손서(孫諝)가 중앙에 바칠 공물을 과도하게 매겨 백성들을 수탈했기 때문에, 보다 못한 부하 여흥(呂興)이 손서를 죽이고 진나라에 귀순했기 때문에 오나라는 교지를 잃었다.
269년 11월, 말제는 도황을 창오태수로 삼고 대도독 설후, 감군 우사와 함께 교지를 공격하게 했다. 도황은 요격 나온 진나라의 교주자사 양직(楊稷)과 싸웠으나 패하고 쫓겨와 설후의 노여움을 샀다. 도황은 양직의 부장 동원(董元)을 야습하여 보물들을 빼앗아 왔기 때문에 처벌을 면하고 설후로부터 교주를 경영하도록 지시받고 전부독(前部督)에 임명되었다.
271년, 도황은 바다를 통해 곧장 교주에 속한 구진으로 향하여 진군의 허를 찔렀다. 당시 구진태수였던 동원은 유인책으로 오군을 무찌르려 했으나 이를 간파한 도황은 도리어 진군을 섬멸시키고 동원을 구진으로 쫓아냈다.
도황은 동원의 부장 해계(解系)가 구진 공략에 큰 걸림돌이 될 것으로 생각하고 그의 동생 해상(解象)을 붙잡은 다음 형에게 항복을 권유하는 편지를 써 보내게 하고, 수레에 태워 오군의 선두에 내세웠다. 이를 본 동원은 해계를 의심하여 죽였고, 도황은 구진을 탈환한 다음 동원을 죽였다.
이후 도황은 설후와 합류하여 교지성을 공격하였다. 성 안에는 군량을 비롯한 물자가 보족했기 때문에 도황에게 항복을 청했으나, 도황은 진나라의 장수들이 남중감군(南中監軍) 곽익과 포위당한 지 백일 이내에 항복하면 가족들을 멸하고, 백일이 지나면 곽익이 죄를 받기로 약속했기 때문에 인정을 베풀어 군량을 보내주면서까지 시일을 끌었다. 그러나 곽익이 이미 죽고 원군도 오지 않았기 때문에, 양직을 비롯한 장수들은 모두 도황에게 항복했고, 교지는 다시 오나라의 땅이 되었다. 그러나 모경(毛炅)만은 끝까지 도황을 죽이려 했기 때문에 부득이하게 죽였다. 오나라에서는 이 공으로 도황을 교주자사로 임명했다.
이후 구진의 공조(功曹) 이조(李祚)가 진나라에 성을 바치고 항복하자, 도황은 다시 군사를 보내 구진을 탈환했으며, 소수민족인 요족(獠族)의 저항을 진압했다. 말제는 도황을 교주목ㆍ전장군(前將軍) 겸 교주목도독교주제군사(都督交州諸軍事)에 임명하였다. 도황은 교주를 다스리면서 어려운 사람들을 도와주기 위해 성심껏 일했다. 나중에 말제가 도황을 무창도독(武昌都督)으로 불러들이려 했으나, 백성들은 도황이 계속 다스려주길 원했기 때문에 그대로 교주자사 자리에 남았다.
279년, 곽마가 광주에서 반란을 일으키자, 말제는 도황과 아우 도준으로 하여금 이를 진압하게 하였다. 그러나 반란을 진압하기도 전에, 280년, 말제가 왕준에게 항복하여 오나라가 멸망하였다. 그러나 도황이 바로 항복하지 않자, 말제는 도황의 아들 도융(陶融)을 보내 진나라에 항복할 것을 권하였다. 도황은 며칠 동안 눈물을 흘리다가 교주자사의 인수를 바치고 항복하였다. 사마염은 도황이 계속 교주목의 직책을 수행하게 하고 관군장군(冠軍將軍)에 임명하는 한편 완릉후(宛陵侯)에 봉했다.
중국이 통일된 후 각지의 군사 수를 줄이자, 도황은 상소를 올려 군사 감축에 반대하고 합포의 백성들이 진주 채취로 지는 부담을 줄여달라고 청했다. 당시 복야(僕射)였던 산도(山濤)도 도황의 의견에 동의했으나, 사마염은 받아들이지 않았다. 도황이 세상을 떠나자, 그의 죽음을 슬퍼하는 백성들이 많았다고 한다.